# Nisse
 Denne artikel omhandler overvejende eller alene danske forhold. Hjælp gerne med at gøre artiklen mere almen.
En nisse er en husgud fra dansk, skånsk og norsk folkeminde. Han minder om de romerske lares. Nissen har sit navn fra det gamle danske navn Nis eller Niels. Tidligere blev nissen kaldt lille Niels, Niels Gårdbo eller bare Gårdbo, Gårdbukken eller Puge. I Sønderjylland kendes figuren som Nis Puk (også Nis Pug og Nis Puge). I de tidligere østdanske områder Skåne, Halland og Blekinge kaldes nissen også for Goanisse, Goenisse eller Godnisse, altså den gode nisse, på Gotland Nissn (gutamål).
En lignende figur er i Sverige ellers kendt som Tomte. Navnet er afledt af ordet tomt – en have eller grund. Nissen er kendt fra nordiske folkefortællinger og eventyr og har i dag en rød spids hue på. I dag er nissen primært et symbol på julen, men tidligere fandtes både skovnisser, kirkenisser og gårdnisser.
I sin latinsk-dansk ordbog fra 1622 oversætter Poul Jensen Kolding lares (ental: lar) med "husguder, nisser". Den ældste afbildning af en nisse og nissekone, der sammen kommer med julegaver stammer fra 1858.
Nisserne regnes under de nordiske vætter.

## Egenskaber og udseende
Nissen holder traditionelt til i huse, stalde og lader. Han optræder som en beskyttende ånd for grunden. Her tager han sig af praktisk arbejde og husdyrene specielt hestene. Han bringer lykke til menneskene, der bor der. Tidligere var nissen ikke altid god. Hvis han ikke blev behandlet ordentligt, kunne han tage en frygtelig hævn og i værste fald tage livet af mennesker.
Han kunne også finde på at rejse sin vej i vrede. Skete det, tog han lykken med fra gården. Normalt nøjedes han dog med mindre drillerier, hvis han var utilfreds. Det er ikke særligt svært at holde sig gode venner med sin husnisse. Han kræver blot en skål grød med en stor smørklat til højtider. Så gjorde han sig umage for at hjælpe gården. Det kunne komme så vidt, at han stjal ting og sager fra nabogårdene. Når det skete, blev der tvist mellem de forskellige gårdnisser, og det kunne ligefrem komme til slagsmål mellem dem. Ud over mindre venligt stemte fremmede gårdnisser havde nissen kun besvær med gårdhunden, som han yndede at drille, så den gøede – tilsyneladende ad ingenting, da nisser har evnen til at gøre sig usynlige, eller forvandle sig til dyr som ged, gås eller hest.
I sin menneskeskikkelse er nissen på størrelse med et tiårs barn. Han ligner en gammel mand med hvidt skæg, og han går i gråt tøj og en rød hue – samme påklædning som bonden i gamle dage. Ud over sine pligter på gården og drillerierne beskæftiger nissen sig gerne med kortspil og han ryger pibe.

## Historie
Nissen har formentlig sin oprindelse i en førkristen tro på husguder (husvætter), som tidligere har været udbredt i store dele af Norden. Allerede i 1300-tallet nævnte den hellige Birgitta tomte-skikkelsen. Den ældste kendte afbildning af en nisse findes i Den nordiske folks historie af den svenske biskop og kartograf Olaus Magnus fra 1555. Senere blev nisserne fra kirkens side dæmoniseret og beskrevet som djævelens repræsentanter. Alligevel holdt sig ideen om nisserne i folketroen. Med oplysningstiden i 1700-tallet forsvandt en del af overtroen, men nissen blev reddet af eventyrsamlere i 1800-tallet. Deres arbejde resulterede i, at mange historier om nisser blev skrevet ned. I Danmark blev den første folkesagn om den danske-nordiske nisse indsamlet og udgivet af J.M. Thiele i Danske Folkesagn (1819-1823). Inspireret heraf skabte danske kunstnere senere de danske julenisser. Julenissen fandt f. eks. indgang i Henrik Scharlings roman Ved Nytårstid fra 1862.

## Varianter og moderne påfund
Nissen findes også i andre varianter:
- Nissen som hund stammer fra 1734, hvor herremanden Hans Rosborg beskriver gårdboen (nissen) som en rød mynde, og i 1774 kendes skillingsvisen "Viise om Nissen", hvor Lars er i nissens hud, og det er illustreret med en nisse med hundehoved. I skillingsvisen bliver Lars som straf for tyveri transformeret til et nissekræ, der som en varulv antager form af en hund[5].

- Julenisserne blev ”opfundet” i 1836. Da maleren Constantin Hansen holdt julefest i Rom, havde han pyntet op med de første billeder af julenisser. Hans idé slog hurtigt an hos borgerskabet. Siden da har julenissen hørt til julen i Danmark. Senere har julenisserne også fået et meget vigtigt arbejde til jul: de er julemandens personlige hjælpere ved fremstilling af gaver og pakning af julemandens slæde. Julenisserne er de eneste nisser, der har familie. Der findes således både julenissekoner og julenissebørn. Gårdnissen var altid alene.

- Kirkenisser optræder i flere forskellige af H.C. Andersens eventyr, fx i Reisekammeraten og Ole Lukøie. Kirkenisserne holder til i præstegårde eller i kirker. Nisserne er ikke en del af kristendommen, hvilket understreges af Danmarks sidste hekseproces i 1692, hvor Anne Palles tilstod, at der holdt en nisse til på hendes gård – Niels Goddreng kaldte hun ham. Kirkenisser var da heller ikke glade for at høre Guds navn, og de gik deres vej om søndagen, når kirkeklokkerne ringede. Men ellers sørgede de for at kirken var ren og pæn.

- Gårdnisser bor på husets loft eller i lader. De bor altid alene og hjælper mennesker og dyr. I Sønderjylland blev nissen også kaldt Nis Puk.

- Skovnisser er en nyere variant. Skovnisserne lever ude i naturen og efterlader mystiske spor, som ikke umiddelbart kan forklares. Skovnisserne er ret små – omkring 80 cm, og de er klædt i grønt og brunt tøj. Naturhistorisk Museum Århus havde i december 2004 en udstilling med spor af skovnisserne. Skovnisserne bærer i modsætning til de kendte julenisser ikke nødvendigvis den røde hue, men er set helt uden hue. Desuden kan skovnissens hue være grøn eller brunlig. Skovnissen er ikke som sådan et flokvæsen, men beretninger siger, at de sommetider ses to og to eller måske endda tre og tre.

- Kravlenisser kom til i 1940'erne.

- Skibsnisser er en anden variant, der også kaldes Klabautermanden. Han kan, hvis han behandles godt, forudse storme. Man gør klogt i at lytte til hans råd.

- Sætternisser har eksisteret siden bogtrykkerkunstens indførelse. Hans store fornøjelse er at indsmugle trykfejl i bøger og blade, og han er i stand til med stor udspekulerethed at lave dem, så de slipper uopdagede gennem korrekturlæsningen.

- Hemmelig nisse: En ny juletradition er julelegen, hvor mennesker kan være hemmelige nisser for hinanden. En hemmelig nisse kan drille eller forkæle sit offer gennem hele december. Til jul skal offeret prøve at gætte, hvem nissen er. Drillerierne spænder vidt fra de grovere med en annonce i avisen med et billigt fuptilbud, kontakttelefonnummeret er det intetanende offers, og han får måske en tidlig vækning dagen efter. Til de mere harmløse, hvor småting forsvinder for at dukke op senere på dagen. De søde nisser kan gemme flødekarameller og andet guf til offeret. Den hemmelige nisse kan også skifte mellem at være drillenisse og sød nisse alt efter humør og situation. Traditionen findes blandt andet på arbejdspladser og i skoler med nisserier inden for en bestemt gruppe, så alle har en chance for at gætte sin nisse.

- Havenisse

- Drillenisse

### Nissen flytter med
Der findes en fortælling om en mand og hans husstand, der blev drillet af en ondskabsfuld nisse, så de blev nødt til at flytte. Efter at have læsset det sidste på vognen, der var forspændt stude, lod han kusken køre langsomt i forvejen, mens han lige kiggede efter, om der var glemt noget. Da han kom ud igen, så han i det fjerne nissen sidde øverst på læsset og grine af ham.

## Nissernes fagforening
Henry Heerup – formand for nissernes fagforening
De fleste danskere kender Heerup som den folkekære kunstner, der ofte iførte sig nissehue og i mange sammenhænge beskrev og fortalte om sin fascination af nisser. F.eks. erklærede han gerne, at han var formand og eneste medlem i Nissernes Fagforening i Rødovre og omegn. Heerup brugte hyppigt nissen som figur og motiv i sine malerier
Heerup lagde ikke skjul på, at han både havde hørt og set nisser i sin have. Følgende citat er fra et interview med Heerup i Billedbladet fra 1979:
| Citat             | ”Når jeg sidder herude i min have i Rødovre mellem mine syv katte omgivet af vildnisset, er jeg fyldt af den indre lykke, som jeg har været så heldig at leve med i mange, mange år. Så snakker jeg med nisserne, der bor herude året rundt. Det er skam alvorligt ment, det med nisserne. Jeg har da i hvert fald set én med mine egne øjne for kort tid siden. Det var altså en sommernisse. Uden skæg og med korte bukser. Men han er ikke den eneste. Jeg kan høre dem hele tiden herude. Det er da også derfor, at jeg ofte har brugt nissen som motiv.” | Citat |
| Henry Heerup 1979 | |       |

Nissefiguren optræder oftest i Heerups billedunivers som et symbol på lige fod med hjertet, korset, cyklen og hesteskoen. Nissen var for Heerup et symbol med flere betydninger. Først og fremmest var nissen et væsen, der af udseende var voksen men havde alle barnets egenskaber; den var drilsk, fræk, følsom men vigtigst af alt fantasifuld. Som ovenstående citat viser, var Heerup interesseret i at bringe fantasien og det mærkværdige ind i hverdagen og virkeligheden, såvel som i kunsten. Han ønskede at skabe et moment af overraskelse og give plads til forundring hos beskueren, der hvor de mindst ventede det. For Heerup var nissen netop et symbol på denne forunderlighed samt på fantasien og intuitionen – egenskaber som Heerup i høj grad selv besad, og som kendetegnede hans kunst. Derfor brugte Heerup også nissen som et selvsymbol, og i mange værker afbildede han sig selv med nissehue på.
Storm P. tegnede gerne nisser og altid efter levende model.

### Nisser på TV
Julenisser er meget populære i Tv-julekalendere, fordi især børn er utroligt fascineret af dem. Langt de fleste julekalendere handler om nisser. DR's Nissebanden og TV2's Pyrus er nok de mest kendte. Pyrus er især populær blandt drenge og er i nogle områder kult for småskolebørn pga. alle hans filurlige narrestreger.

## Omstridte nisser
I 2008 blev den frikirkelige præst i Jon Knudsen landskendt, da han på tv gentagne gange erklærede åben krig mod nisserne. Bl.a. hængte han en nisse op i en galge uden for kirken i Løkken, men den blev stjålet. I forbindelse med hængningen af nissen modtog præsten flere trusler, som i et enkelt tilfælde blev politianmeldt.
Præsten mener, at nissen er en dæmon, som aktivt skal forsages, lige som kirken gjorde, da Norden blev kristnet. Han mener, at dekorationer med nisser er at sammenligne med dekorationer med børneporno, og at nissen er en sammenblanding af den kristne og den hedenske jul.